# 内務省警保局長
内務省警保局長（ないむしょうけいほきょくちょう）は、内務省警保局の局長。内務次官、警視総監と共にいわゆる内務三役の一つ。現在の警察庁長官に相当する。

## 一覧
| 画像             | 名称                                                 | 在職期間                                                |
| ---------------- | ---------------------------------------------------- | ------------------------------------------------------- |
|                  | 西村捨三                                             | 1881年（明治14年）1月14日 - 6月4日                      |
|                  | 田辺良顕                                             | 1881年（明治14年）6月4日 - 1883年（明治16年）3月7日     |
|                  | （扱）勝間田稔                                       | 1881年（明治14年）10月10日 - 1883年（明治16年）1月18日  |
| （兼）勝間田稔   | 1883年（明治16年）3月9日 - 1884年（明治17年）2月25日 |                                                         |
|                  | 清浦奎吾                                             | 1884年（明治17年）2月25日 - 1891年（明治24年）4月9日    |
|                  | 小松原英太郎                                         | 1891年（明治24年）4月9日 - 1892年（明治25年）8月20日    |
|                  | （兼）大森鍾一                                       | 1892年（明治25年）8月27日 - 11月1日                     |
|                  | 高崎親章                                             | 1892年（明治25年）11月1日 - 1893年（明治26年）3月10日   |
|                  | 小野田元熈                                           | 1893年（明治26年）3月10日 - 1896年（明治29年）11月21日  |
|                  | 寺原長輝                                             | 1896年（明治29年）11月21日 - 1898年（明治31年）1月21日  |
|                  | 牧朴真                                               | 1898年（明治31年）1月21日 - 7月5日                      |
|                  | 小倉久                                               | 1898年（明治31年）7月5日 - 1899年（明治32年）4月7日     |
|                  | 安楽兼道                                             | 1899年（明治32年）4月7日 - 1900年（明治33年）10月19日   |
|                  | 田中貴道                                             | 1900年（明治33年）10月25日 - 1901年（明治34年）6月5日   |
|                  | 鈴木定直                                             | 1901年（明治34年）6月5日 - 1902年（明治35年）2月8日     |
|                  | 安立綱之                                             | 1902年（明治35年）2月8日 - 1903年（明治36年）9月22日    |
|                  | 有松英義                                             | 1903年（明治36年）9月22日 - 1904年（明治37年）11月17日  |
|                  | 仲小路廉                                             | 1904年（明治37年）11月17日 - 1906年（明治39年）1月8日   |
|                  | （心得）久保田政周                                   | 1906年（明治39年）1月9日 - 1月17日                      |
|                  | 古賀廉造                                             | 1906年（明治39年）1月17日 - 1908年（明治41年）7月20日   |
|                  | 有松英義                                             | 1908年（明治41年）7月20日 - 1911年（明治44年）9月4日    |
|                  | 古賀廉造                                             | 1911年（明治44年）9月4日 - 1912年（大正元年）12月22日   |
|                  | 太田政弘                                             | 1912年（大正元年）12月22日 - 1913年（大正2年）2月26日   |
|                  | 岡喜七郎                                             | 1913年（大正2年）2月26日 - 1914年（大正3年）4月18日     |
|                  | 安河内麻吉                                           | 1914年（大正3年）4月18日 - 1915年（大正4年）8月12日     |
|                  | 湯浅倉平                                             | 1915年（大正4年）8月12日 - 1916年（大正5年）10月9日     |
|                  | 永田秀次郎                                           | 1916年（大正5年）10月11日 - 1918年（大正7年）10月3日    |
|                  | 川村竹治                                             | 1918年（大正7年）10月3日 - 1921年（大正10年）5月27日    |
|                  | 湯地幸平                                             | 1921年（大正10年）5月27日 - 1922年（大正11年）6月14日   |
|                  | 後藤文夫                                             | 1922年（大正11年）6月14日 - 1923年（大正12年）10月12日  |
|                  | 岡田忠彦                                             | 1923年（大正12年）10月12日 - 1924年（大正13年）1月7日   |
|                  | 藤沼庄平                                             | 1924年（大正13年）1月9日 - 6月11日                      |
|                  | 川崎卓吉                                             | 1924年（大正13年）6月11日 - 1925年（大正14年）9月4日    |
| （扱）川崎卓吉   | 1925年（大正14年）9月4日 - 9月16日                   |                                                         |
|                  | 松村義一                                             | 1925年（大正14年）9月16日 - 1927年（昭和2年）4月22日    |
|                  | 山岡萬之助                                           | 1927年（昭和2年）4月22日 - 1928年（昭和3年）5月25日     |
|                  | 横山助成                                             | 1928年（昭和3年）5月25日 - 1929年（昭和4年）7月3日      |
|                  | 大塚惟精                                             | 1929年（昭和4年）7月3日 - 1931年（昭和6年）4月15日      |
|                  | 次田大三郎                                           | 1931年（昭和6年）4月15日 - 8月8日                       |
| （扱）次田大三郎 | 1931年（昭和6年）8月8日 - 8月28日                    |                                                         |
|                  | 岡正雄                                               | 1931年（昭和6年）8月28日 - 12月13日                     |
|                  | 森岡二朗                                             | 1931年（昭和6年）12月13日 - 1932年（昭和7年）5月27日    |
|                  | 松本学                                               | 1932年（昭和7年）5月27日 - 1934年（昭和9年）7月10日     |
|                  | 唐沢俊樹                                             | 1934年（昭和9年）7月10日 - 1936年（昭和11年）3月13日    |
|                  | 萱場軍蔵                                             | 1936年（昭和11年）3月13日 - 1937年（昭和12年）2月10日   |
|                  | 大村清一                                             | 1937年（昭和12年）2月10日 - 6月5日                      |
|                  | 安倍源基                                             | 1937年（昭和12年）6月5日 - 12月24日                     |
|                  | 富田健治                                             | 1937年（昭和12年）12月24日 - 1938年（昭和13年）6月24日  |
|                  | 本間精                                               | 1938年（昭和13年）6月24日 - 1939年（昭和14年）1月11日   |
|                  | 安藤狂四郎                                           | 1939年（昭和14年）1月11日 - 9月5日                      |
|                  | 本間精                                               | 1939年（昭和14年）9月5日 - 1940年（昭和15年）1月19日    |
|                  | 山崎巌                                               | 1940年（昭和15年）1月19日 - 7月24日                     |
|                  | 藤原孝夫                                             | 1940年（昭和15年）7月24日 - 12月23日                    |
|                  | 橋本清吉                                             | 1940年（昭和15年）12月23日 - 1941年（昭和16年）10月20日 |
|                  | 今松治郎                                             | 1941年（昭和16年）10月20日 - 1942年（昭和17年）6月15日  |
|                  | 三好重夫                                             | 1942年（昭和17年）6月15日 - 1943年（昭和18年）4月22日   |
|                  | 町村金五                                             | 1943年（昭和18年）4月22日 - 1944年（昭和19年）7月25日   |
|                  | 古井喜実                                             | 1944年（昭和19年）7月25日 - 1945年（昭和20年）4月9日    |
|                  | 水池亮                                               | 1945年（昭和20年）4月9日 - 8月19日                      |
|                  | 橋本政実                                             | 1945年（昭和20年）8月19日 - 10月11日                    |
|                  | 小泉梧郎                                             | 1945年（昭和20年）10月11日 - 1946年（昭和21年）1月15日  |
|                  | 谷川昇                                               | 1946年（昭和21年）1月15日 - 1947年（昭和22年）2月4日    |
|                  | 田中楢一                                             | 1947年（昭和22年）2月4日 - 6月9日                       |
|                  | 久山秀雄                                             | 1947年（昭和22年）6月9日 - 12月31日                     |